# Заворушення в кафе Комптона

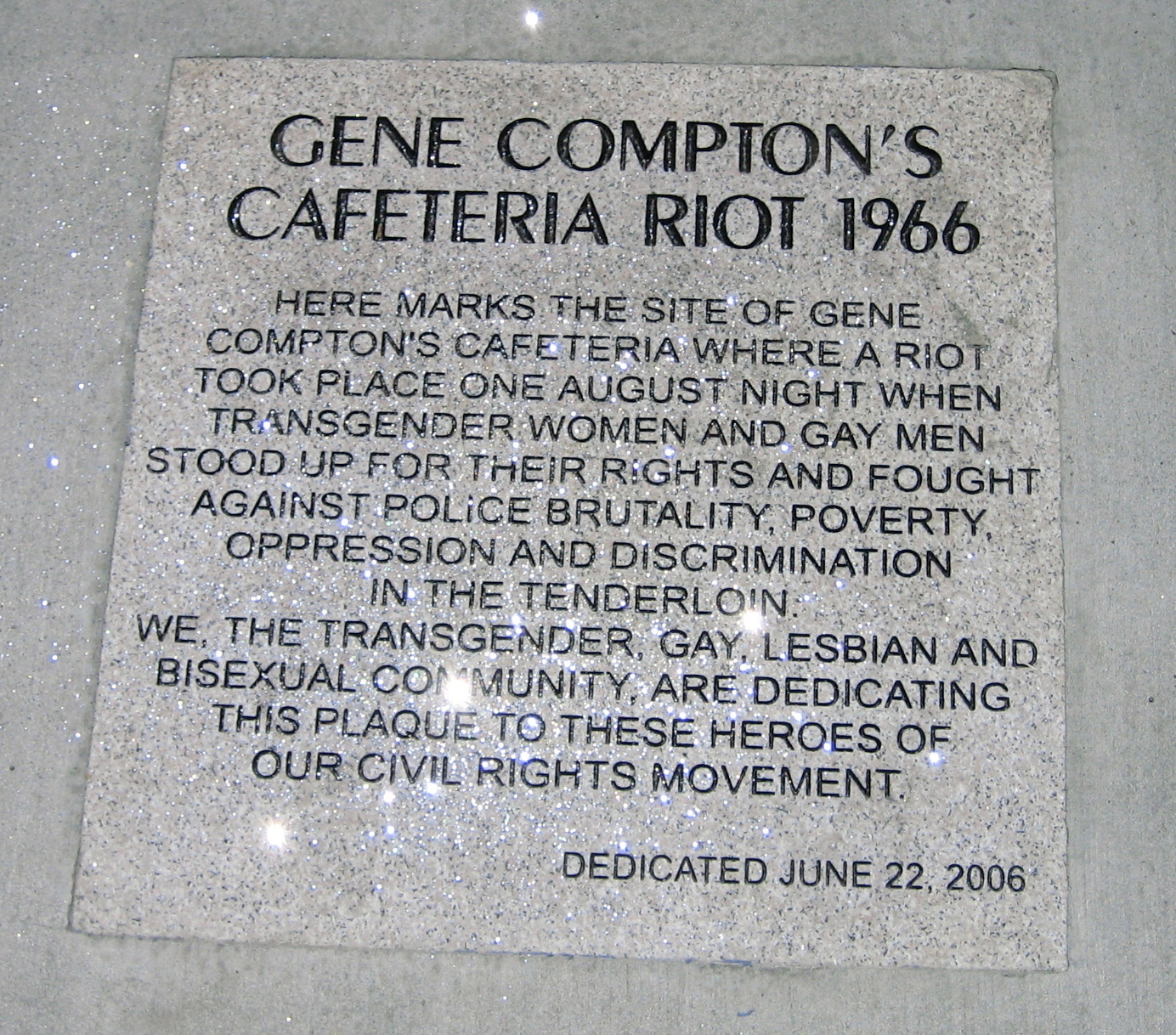
Меморіальна дошка, встановлена на честь сорокаріччя подій біля кафе Комптона

Заворушення в кафе Комптона — низка інцидентів та масових акцій протесту, які відбувались у серпні 1966 року в окрузі Тендерлен у Сан-Франциско. Вони відбулись раніше, ніж більш відомі Стоунвольскі бунти і стали одним із перших відомих бунтів трансгендерів у Сполучених Штатах.

## Історія
«Кафе Комптона» (англ. Compton's Cafeteria) було одним із мережі закладів, заснованих Джином Комптоном у Сан-Франциско в період із 1940 по 1970. До початку безладів кафе працювало цілодобово.
Перевдягання у жіночий одяг було на той час заборонено, тому поліція могла використати присутність трансгендерів у барі як привід для рейду та закриття закладу.
Більшість учасників сутичок були членами «Vanguard» — однієї з перших американських ЛГБТ-організацій, заснованої на початку 1966 року.

## Події
Конфлікт почався з того, що влада Сан-Франциско закликала нічні кафе закриватись після півночі. У відповідь на це члени Vanguard організували пікети біля кафе.
Одної ночі працівники кафе викликали поліцію, щоб вгамувати відвідувачів-трансгендерів. Виникла сутичка з поліцейськими, що переросла у масову бійку. Протестувальники розгромили кафе, побили автомобілі поліції та вітрини магазинів, що були поряд.
Наступного дня пікетування біля кафе продовжилось. Крім того, було розбито вікна кафе після того, як їх відремонтували.
Точна дата протестів невідома, оскільки записи поліції не збереглись до нашого часу.

## Наслідки
Сутички у Кафе Комптона стали першими подіями такого роду в США. Наслідком цих протестів стала консолідація ЛГБТ-активістів. Згодом у Сан-Франциско було створено ряд ЛГБТ-ініціатив, які у 1968 об'єднались у організацію під назвою National Transsexual Counseling Unit [NTCU]